# Charles Hallgarten

Charles Hallgarten

Charles Hallgarten in der Biografie seines Sohnes Robert über seinen Vater

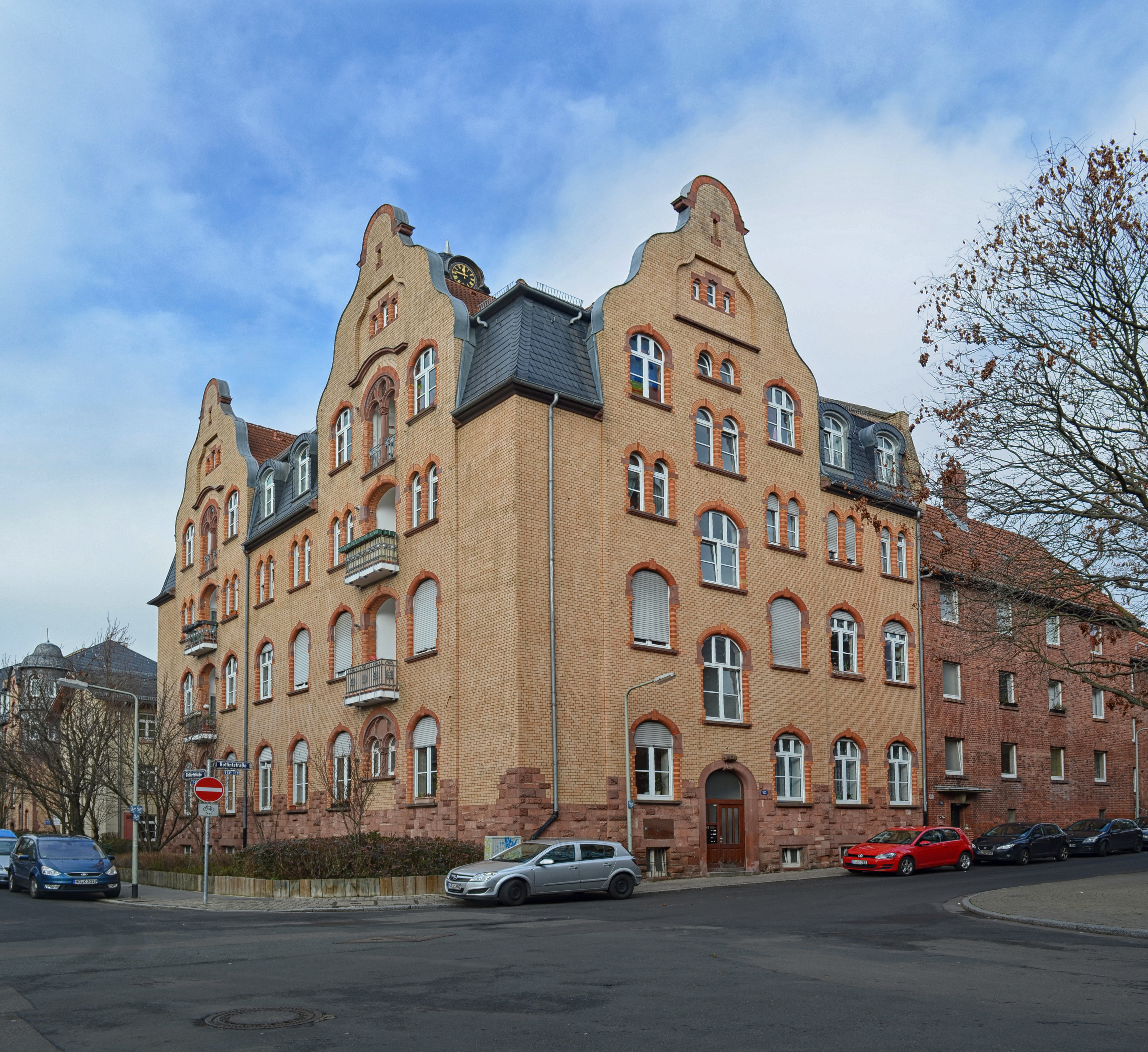
Seine Stiftung Witwerheim, Gellertstraße 5, Frankfurt am Main

Charles Lazarus Hallgarten (* 18. November 1838 in Mainz; † 19. April 1908 in Frankfurt am Main) war ein deutsch-US-amerikanischer Bankier, Philanthrop und Sozialreformer.
Hallgarten lebte von 1851 bis 1875 in New York und war Gründer oder Mitbegründer zahlreicher zum Teil heute noch in Frankfurt existierender Institutionen. Zu Lebzeiten war er eine weit über Frankfurt hinaus bekannte Persönlichkeit.

## Leben

### Mainz – Herkunft und Kindheit
Charles Hallgarten stammte aus einer seit Jahrhunderten in Mainz ansässigen jüdischen Familie. Seine Eltern waren die aus Mannheim stammende Eleonore Hallgarten geb. Darmstädter und der Geschäftsmann Lazarus Hallgarten. Charles, als „Karl“ ins Geburtenbuch eingetragen, hatte zwei ältere und zwei jüngere Geschwister.
Lazarus Hallgarten ging 1845 oder 46 nach New York und gründete das Wall-Street-Bankhaus „L. Hallgarten & Co.“, das durch Eisenbahn-Finanzierungsgeschäfte große Gewinne erzielte. Seine Familie blieb noch bis 1851 in Deutschland und lebte in dieser Zeit im Haus eines Onkels in Mannheim.

### New York – Jugend, Ausbildung, Beruf und Heirat
Ab 1851 lebte die Familie gemeinsam in New York. Charles erwarb die amerikanische Staatsbürgerschaft, besuchte Schule und College, beschäftigte sich mit Sprachen und Literatur, der Natur und dem Reiten. Während des Amerikanischen Bürgerkrieges (1861–1865) vertrat er als entschiedener Gegner der Sklaverei die Position der Nordstaaten.
1864 heiratete er seine Cousine Elise Mainzer, 1865 wurde der erste Sohn Fritz geboren, 1869 die Tochter Henriette und 1870 der Sohn Robert, 1878 die Tochter Emma Eleonore, später verheiratete Neisser.
Charles wurde 1868 Teilhaber des väterlichen Bankhauses. Er zeigte ein großes Interesse an sozialen Fragen und an der Organisation privater Wohltätigkeit. 1875 verließ er mit seiner Familie New York und die USA, nachdem er sich mit Tuberkulose angesteckt hatte, wahrscheinlich durch seine Besuche in Elendsvierteln. Zudem ertrug er das Klima in New York nicht („Sommer von Neapel – Winter von St. Petersburg“). Durch einen mehrfach gebrochenen Arm, der schief zusammengeheilt war, hatte er ein hemmendes körperliches Gebrechen. Er blieb stiller Teilhaber des Bankhauses.

### Frankfurt – Wohltätigkeit als Beruf
Nach mehrjährigem Aufenthalt in südlicheren Gegenden Europas zur Wiederherstellung seiner Gesundheit ließ sich die Familie 1877 in Frankfurt am Main nieder, wohin es schon geschäftliche und private Verbindungen gab. Doch einmal jährlich fuhr Hallgarten von Europa aus nach New York.
Sein Enkel George W. F. Hallgarten schildert die Besuche im stattlichen Hause seines Großvaters in Frankfurt: „Das Haus, Miquelstraße (heute Siesmayerstraße) 21, im Zweiten Weltkrieg vernichtet, stand genau an der Stelle, an der sich bis zu seinem Umzug im Jahre 2006 das Generalkonsulat der Vereinigten Staaten befand.“
Seine dortigen Aktivitäten im sozialen Bereich begannen mit der Mitgliedschaft in einer wohltätigen Vereinigung der Israelitischen Gemeinde seit 1882. Nach und nach trat er anderen Organisationen bei, wurde in Vorstände gewählt, gründete weitere Vereine, organisierte Gelder, steuerte selbst erhebliche Mittel bei. Insgesamt war er Mitglied von über 40 Institutionen und Vereinen. Koordinierung und Organisation von Sozialhilfeeinrichtungen zur Überwindung der Zersplitterung von Aktivitäten der privaten Fürsorge nach dem Vorbild New Yorker Wohlfahrtsorganisation waren sein besonderes Anliegen. Auch als Förderer von Kunst, Wissenschaft und Bildung war er aktiv. 1897 gründete er mit Heinrich Frauberger die Gesellschaft zur Erforschung jüdischer Kunstdenkmäler.
Am Morgen des 19. April 1908 starb Charles Hallgarten an einem Schlaganfall. Das Datum war der 4. Tag des Pessachfestes, der Ostersonntag. Er wurde unter großer Anteilnahme der Bevölkerung auf dem jüdischen Friedhof an der Rat-Beil-Straße in Frankfurt am Main beerdigt (Grablage: Block 11).

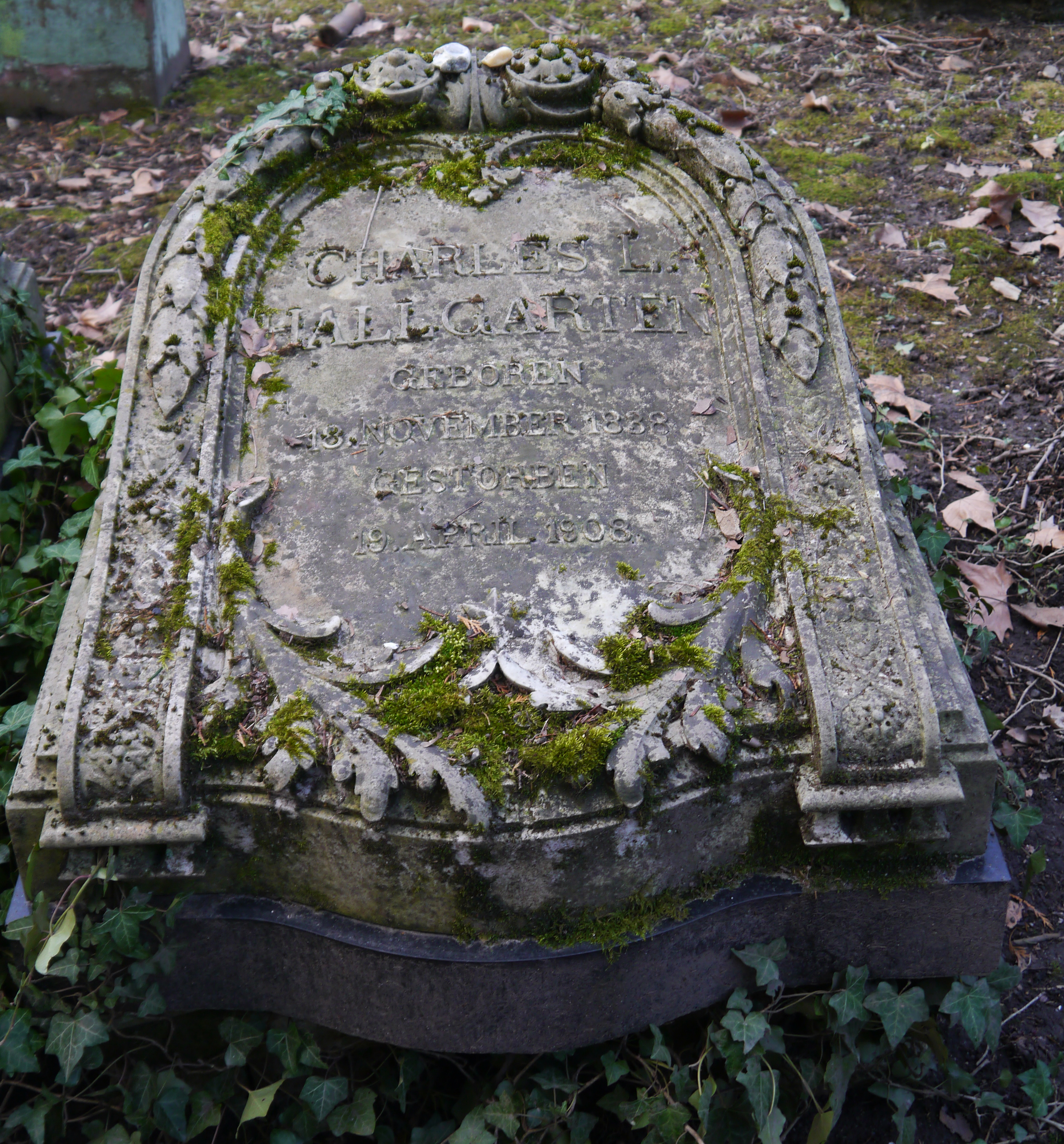
Grab von Charles Hallgarten auf dem Alten Jüdischen Friedhof an der Rat-Beil-Straße in Frankfurt am Main

### Bezug zum Judentum
Der Enkel Charles Hallgartens schrieb über dessen Beziehung zum Judentum: „Charles Hallgarten – nach Darstellung Hellmuth von Gerlachs die lebende Widerlegung des Bildes des Juden, wie es in Gerlachs Kreisen zuhause war – hatte,(…) Assimilierung empfohlen; von seinen vier Kindern – zwei Söhne und zwei Töchter – war der eine Sohn Calvinist, während sich mein Vater als religionslos bezeichnete, und fast alle seine neun Enkel wurden als Kinder getauft.“
Hallgarten gehörte 1888 zu den Mitbegründern der Frankfurt-Loge des Unabhängigen Ordens B’nai B’rith.

### Die religiösen Quellen der jüdischen Wohltätigkeit
Arno Lustiger führt für die Gründe der Wohltätigkeit Hallgartens Bibelstellen und rabbinische Literatur an:
- Wenn dein Bruder zu sinken beginnt und seine Hand schwach wird, so halte ihn aufrecht, auch wenn er ein Fremdling oder Beisass ist, dass er mit dir lebe. (3. Mose 25,35 EU)

- Liebet den Fremdling gleich dem Nächsten, gedenket seiner stets zum Guten, sprecht wohlwollend über ihn, spähet seine Fehler nicht aus, aber unterweist ihn unter vier Augen, wenn er in eurer Gegenwart Unrecht tut. (Jechiel ben Jekutiel Harofe aus Rom 1289)

- Du sollst nicht beugen das Recht eines Fremdling, einer Waise und nicht pfänden das Kleid einer Witwe. (5. Mose 24,17 EU)

### Wirken
Charles Hallgarten trug viel zur Entwicklung weg vom reinen Almosengeben hin zur modernen Sozialfürsorge bei, z. B. auf dem Gebiet der Kinder- und Jugendhilfe. Er gründete oder förderte Kinderhorte, Kinderkrippen, Säuglingsmilchküchen, Erholungsheime oder den Verein Kinderschutz. Einige dieser Institutionen sind auch heute noch von enormer Bedeutung. Dazu zählt der Kalmenhof in Idstein, gegründet als Heim für „idiotische“ Kinder (Eröffnung 1888). Heute ist das Sozialpädagogische Zentrum Kalmenhof eine Einrichtung des Landeswohlfahrtsverbandes Hessen, in dem von etwa 300 Mitarbeitern 370 geistig behinderte, lernbehinderte und verhaltensauffällige Kinder und Erwachsene stationär und weitere 130 ambulant betreut werden.
Sein Engagement für die Förderung lernbehinderter Kinder durch die Beteiligung an der Gründung der ersten Frankfurter „Hilfsschule“ wurde gewürdigt, indem die nach Hallgartens Tod 1913 als 3. „Hilfsschule“ der Stadt Frankfurt gegründete Hallgartenschule nach ihm benannt wurde.
1890 erfolgte die Gründung der „Aktienbaugesellschaft für kleine Wohnungen“ (heute ABG Frankfurt Holding). Wie in anderen Großstädten herrschte auch in Frankfurt Wohnungsnot unter der ärmeren Bevölkerung. Die Frankfurter Bevölkerung hatte sich zwischen 1870 und 1890 fast verdreifacht. Der Wohnungsbau hatte damit nicht Schritt gehalten, was zu Überbelegung und schlechten hygienischen Verhältnissen führte. Die ABG erwarb Grundstücke für den Siedlungsbau und entwickelte sich zum größten und aktivsten gemeinnützigen Bauverein; viele hundert Wohnungen zu erschwinglichen Preisen einschließlich Infrastruktur (Vereinshaus, Volksküche, Kinderhorte, Spielplätze etc.) entstanden.
Weiterhin waren seine Aktivitäten auf dem Gebiet der Frauenförderung bedeutsam: Auf Charles Hallgartens Betreiben und mit seiner finanziellen Unterstützung wurde in Frankfurt die erste Rechtsschutzstelle für Frauen eingerichtet und die erste Juristin in Deutschland angestellt. Er unterstützte die Frauenrechtlerin Bertha Pappenheim und war Mitbegründer eines Vereins, der ledigen Schwangeren half.

### Persönlichkeit
Charles Hallgarten galt als bescheidener Mensch. Gerühmt zu werden, war ihm offenbar nicht wichtig. Er bekleidete keine öffentlichen Ämter, sondern wirkte fast ausschließlich als Privatmann. Mit fast 40 Jahren wurde er „Der Philanthrop“, der aus dem geistigen Leben des Frankfurter Judentums nicht wegzudenken war. Politisch sympathisierte er mit der bürgerlichen Linken, wie beispielsweise Theodor Barth, Heinrich Rickert und Friedrich Naumann, der in den 1890er Jahren Pfarrer der Inneren Mission in Frankfurt war. Naumann nannte Hallgarten einen „Virtuosen der praktischen Humanität“.
Dass er trotzdem ein berühmter Mann war, zeigen v. a. die Berichte über seine Beerdigung, an der über 20.000 Menschen teilnahmen. 20 Reden wurden gehalten. Es sprach u. a. der Frankfurter Oberbürgermeister Franz Adickes. In den Reden wurden seine Güte, seine Tatkraft und seine liberale Gesinnung hervorgehoben. Dass Charles Hallgarten ein ungeheuer fleißiger Mensch gewesen sein muss, geht unmittelbar aus der Menge seiner Aktivitäten hervor. Er muss ein disziplinierter Arbeiter mit großem Organisationstalent gewesen sein. Zeugnisse über den privaten Charles Hallgarten existieren durch seinen Sohn Robert und Enkel Fritz.
In der Biographie „Charles Hallgarten. Leben und Wirken eines Frankfurter Sozialreformers“ wird von Ulrich Stascheit auf eine Verbindung zwischen den Familien Hallgarten und Mann sowie auf auffällige Parallelen zwischen der Figur des philanthropischen Multimillionärs Samuel Spoelmann in Thomas Manns Erzählung „Königliche Hoheit“ und Charles Hallgarten hingewiesen.

### Nachruf Arno Lustigers
Das Schlusswort in der Charles Hallgarten-Biografie aus dem Jahre 2003 formulierte Arno Lustiger als Herausgeber des Buches selbst:
„Wenn man (...) bedenkt, dass Hallgarten im Laufe seines Lebens in Frankfurt nach heutigem Wert einen zweistelligen Millionenbetrag für wohltätige Zwecke gespendet hat und dazu trotz schwacher Gesundheit unermüdlich und ohne Schonung seiner Person für vielfältige Zwecke in Frankfurt, im Deutschen Reich und in der ganzen Welt gewirkt hat, dann muss man zur Überzeugung kommen, dass er der Größte unter den Philanthropen und Mäzenen war und bis heute ohne Beispiel geblieben ist.“